# Esperiana esperi
Esperiana esperi é uma espécie de gastrópode da família Melanopsidae.
Pode ser encontrada nos seguintes países: Áustria, Bielorrússia, Eslováquia, Hungria, Moldávia e Ucrânia.